# Othón P. Blanco
Othón P. Blanco là một đô thị thuộc bang Quintana Roo, Mexico. Năm 2005, dân số của đô thị này là 219763 người.